# Ronal

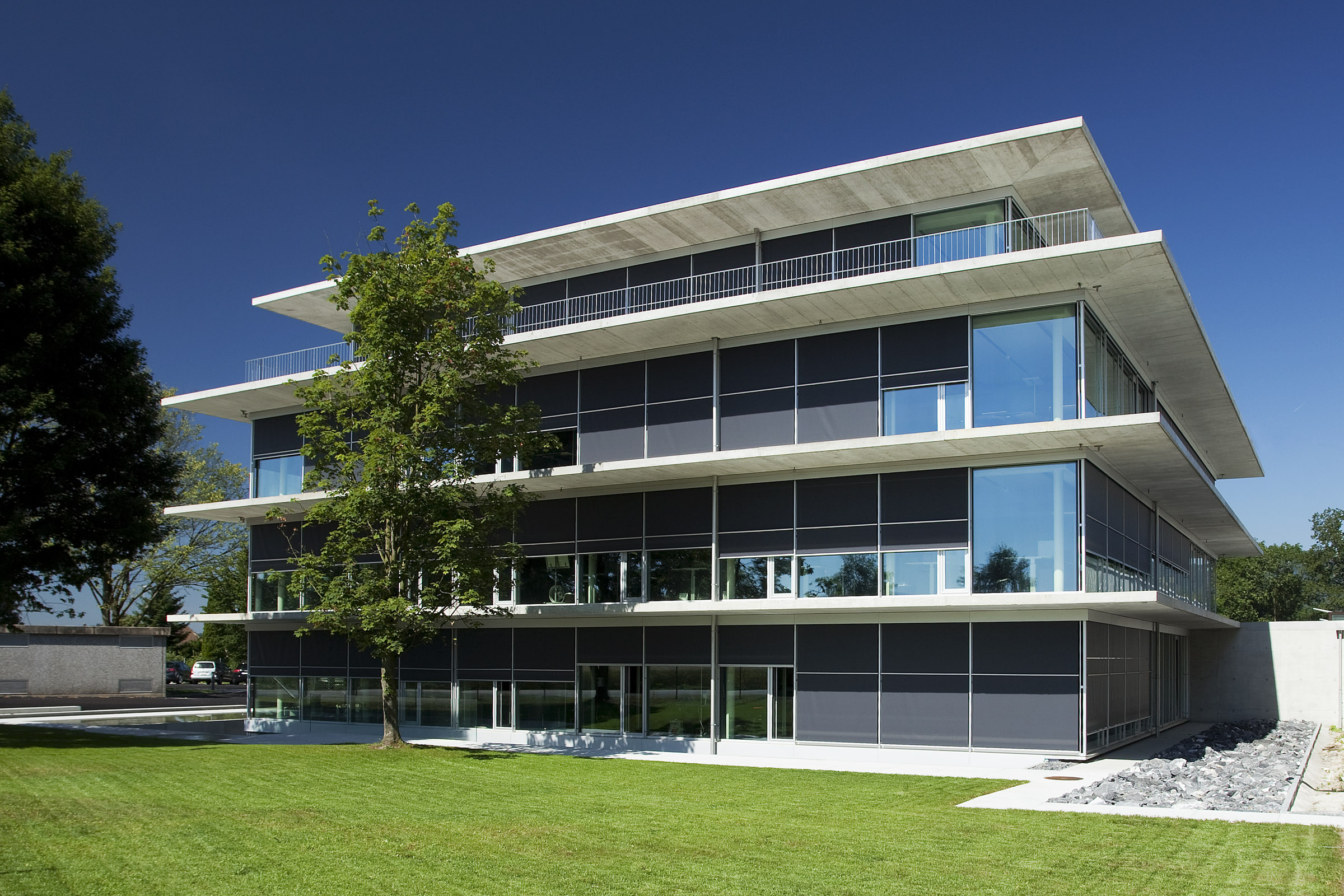
Siedziba główna firmy Ronal AG w Härkingen.

Ronal AG z siedzibą w Härkingen w Szwajcarii jest producentem felg do samochodów osobowych oraz pojazdów użytkowych. Firma zatrudnia ponad 8000 pracowników i produkuje felgi odlewane oraz kute. Firma działa zarówno na rynku oryginalnego wyposażenia, jak i osprzętu do samochodów osobowych i pojazdów użytkowych.
Firma Ronal AG posiada jedenaście zakładów produkujących felgi, dwa zakłady produkcji narzędzi i ma własne punkty handlowe w dziesięciu krajach. Firma produkuje ok. 21 mln felg dla przemysłu samochodowego oraz marek własnych Ronal, Speedline Corse i Speedline Truck rocznie.
Ponadto Ronal AG obejmuje również SanSwiss GmbH, producenta produktów sanitarnych (w tym kabin prysznicowych) z siedzibą w Forst w Badenii-Wirtembergii..

## Historia
Karl Wirth założył firmę Ronal w Niemczech w 1969 r. Ten przedsiębiorca i kierowca formuły V dostrzegł zapotrzebowanie na felgi aluminiowe. Wirth stał się tym samym jednym z pionierów światowego rynku felg z metali lekkich. W 1978 r. powstał pierwszy zakład we Francji. W 2007 r. firma Ronal AG kupiła włoskiego producenta felg Speedline, który obsługuje segment pojazdów użytkowych, takich jak samochody ciężarowe, przyczepy i autokary. Dzięki temu grupa rozszerzyła działalność na obszar wyścigów i formuły 1, a także technologię flowforming, umożliwiającą optymalizację masy. Dzięki większościowemu udziałowi w Fullchamp na Tajwanie w 2012 roku firma Ronal poszerzyła swoją ofertę o felgi kute. W 2013 r. wspólnie z australijską firmą Carbon Revolution Ronal AG wprowadził na europejski rynek osprzętu pierwszą jednoczęściową felgę z włókna węglowego.

## Obszary działalności
- OEM: Wyposażenie oryginalne do samochodów osobowych dla producentów samochodów na całym świecie
- Samochód osobowy: Rynek osprzętu z markami Ronal i Speedline Corse oraz marką Carbon Revolution
- Pojazd użytkowy: Wyposażenie oryginalne i doposażenie do samochodów ciężarowych, autobusów i przyczep z marką Speedline Truck

## Technologia
Ronal AG we własnym zakresie projektuje i produkuje narzędzia produkcyjne. Powstają one w dwóch zakładach firmy: w Cantanhede w Portugalii oraz w Härkingen w Szwajcarii, gdzie oprócz głównej siedziby znajduje się także centrum badań i rozwoju firmy.